# Фантазм (фільм)
Фантазм (англ. Phantasm) — американський фільм жахів 1979 року режисера Дона Коскареллі. Здобув приз Міжнародного кінофестивалю фантастичних фільмів в Аворіазі.

## Сюжет
Теглайн: «Якщо таке не лякає вас, то ви вже мертві!»
Деякі приречені зустрітися з потойбічними силами. Вижити після такої зустрічі — ще важче. Два брати, Майк (А. Майкл Болдвін) і Джоди (Білл Торнбері), стають свідками незрозумілих, загадкових явищ на міському цвинтарі — вони бачать примар, які бродять ночами серед могил; на очах братів народжуються маленькі, але могутні демони; у запечатаних склепах чується таємничий шерех. Майку із Джоді вдається з'ясувати, що причина цих явищ — брама до загадкового, моторошного чужого світу. Брама має Охоронця — Високого Чоловіка (Анґус Скрімм), озброєного летючими срібними кулями, що буравлять голови незваних гостей. Братам, що розкрили моторошну таємницю цвинтаря та їхньому другові Реджі прийдеться вступити в жорстоку сутичку з Високим Чоловіком. Перемога або болісна смерть — вони не мають іншого вибору…

## У ролях
- Майкл Болдвін — Майкл (Майк) Пірсон
- Білл Торнбері — Джоді Пірсон
- Реджі Бенністер — Реджі
- Ангус Скрімм — Високий Чоловік
- Кеті Лестер — леді в ліловому

## Прокат
Фільм був проданий Коскареллі дистриб'ютору AVCO Embassy Pictures, який випустив фільм на екрани 28 березня 1979 року. Першим закордонним дистриб'ютором фільму була англійська компанія GTO Films, але за межами США фільм не став більшим касовим хітом. Проте, мав певний успіх випуск фільму на відео (вийшов на обидвох форматах, що конкурували в той час, Betamax і VHS), він навіть потрапив у десятку відеопрокату 1981 року. В Австралії дистриб'ютори були змушені змінити назву фільму на The Never Dead, через популярну австралійську секс-комедію Fantasm (1976).

## Нагороди й номінації
В 1979 році Дон Коскареллі одержав спеціальний приз журі на кінофестивалі в Аворіазі. В 1980 фільм також був номінований на премію «Сатурн», як найкращий фільм жахів.

## Продовження
- Фантазм 2
- Фантазм 3: Повелитель мертвих
- Фантазм 4: Забуття